# Ture
Ture eller Thure är ett mansnamn, en variant av Tore. Det har använts i Sverige sedan 1300-talet.
Namnet har länge varit ovanligt, men ökar nu snabbt i popularitet.
31 december 2005 fanns det totalt 7 762 personer i Sverige med namnet, varav 3 119 med det som tilltalsnamn.
År 2003 fick 102 pojkar namnet, varav 39 fick det som tilltalsnamn. År 2018 hade namnet blivit så populärt att det tog sig in i topplistan bland nyfödda pojkar, och placerade sig på plats 91 bland de populäraste pojknamnen för året, med 153 nya namnbärare.
Namnsdag: I Sverige 28 april. I den finlandssvenska namnsdagslängden har Ture namnsdag 28 april sedan starten 1929, då en egen namnsdagskalender togs i bruk för finlandssvenskar.

## Personer med namnet Ture/Thure
- Thure Ahlqvist, pugilist, OS-silver 1932
- Thure Alfe, regissör, manusförfattare och skådespelare
- Thure Andersson (brottare), OS-silver 1936
- Thure Andersson, politiker (S), landshövding
- Ture Bengtsson (Bielke) – flera personer
- Thure Bergentz, arkitekt och stadsplanerare
- Thure Drufva, överste, landshövding
- Ture Eriksson Sparre, riksråd, landshövding
- Ture Gudmundsson, folkmusiker och musikdirektör
- Ture Hedman, gymnast, OS-guld 1920
- Thure Jadestig, riksdagsledamot (S)
- Ture Jönsson (Tre Rosor), lagman, riksråd, upprorsledare
- Ture Königson, politiker (fp), riksdagsledamot
- Ture Nerman, journalist, radikal politiker, antimilitarist och poet
- Thure Petrén, fängelseläkare, kommunalpolitiker
- Ture Rangström (dramatiker), teaterchef, dramatiker, textförfattare, översättare och Strindbergkännare
- Ture Rangström (tonsättare), tonsättare, sångpedagog, musikkritiker och dirigent
- Thure Sjöstedt, brottare, OS-guld 1928, OS-silver 1932
- Ture Turesson (Bielke), riksråd, marsk

## Fiktiva personer med namnet Ture
- Ture Sventon, litterär figur
- Tur-Ture, seriefigur i Hagbard Handfaste.
- Ture Björkman, antagonist i serien Skrotnisse och hans vänner.